# Доцлер, Ханнес
Ханнес Доцлер (нем. Hannes Dotzler; род. 25 февраля 1990, ФРГ) — немецкий лыжник, призёр этапа Кубка мира, многократный призёр юниорских и молодёжных чемпионатов мира. Специализируется в дистанционных гонках.

## Карьера
В Кубке мира Доцлер дебютировал 6 марта 2010 года, тогда же единственный раз попал в тройку лучших на этапе Кубка мира, в эстафете. Кроме этого на сегодняшний момент имеет 5 попаданий в десятку лучших на этапах Кубка мира, 2 в личных и 3 в командных гонках. Лучшим достижением Доцлера в общем итоговом зачёте Кубка мира является 82-е место в сезоне 2011/12.
За свою карьеру принимал участие в двух чемпионатах мира, лучший результат 24-е места в скиатлоне 15+15 км и гонке на 15 км свободным стилем на чемпионате мира 2013 года.
Использует лыжи производства фирмы Fischer.